# Čulimski jezik
Čulimski jezik, (ISO 639-3: clw; također znan kao čulimsko-turkijski, čulimsko-tatarski) jezik Čulimaca koji pripada uralskoj podskupini zapadnoturkijskih jezika.
Ovo ime je nastalo prema istoimenom plemenu. Čulimski govori 270 ljudi od 656 etničkih Čulimaca (2002 Russian popis). Svi govornici žive u Rusiji.
Ima dva dijalekta, srednjočulimski i donjočulimski. Donjočulimskim govore pripadnici naroda Donjih Čulimaca ili Küärik-Käzik u selima Tan'kij, Minaevka i Perevoz blizu Tomska.

## Vanjske poveznice
- Ethnologue (14th)
- Ethnologue (15th)